# کلوکا
کلوکا (به صربی: Kloka) یک منطقهٔ مسکونی در صربستان است که در توپولا واقع شده‌است. کلوکا ۱٬۱۴۶ نفر جمعیت دارد.